# Paraíso (São Paulo)
Paraíso is een gemeente in de Braziliaanse deelstaat São Paulo. De gemeente telt 5.816 inwoners (schatting 2009).